# Переулок Лобачевского (Киев)
Переулок Лобачевского — переулок в Днепровском районе Киева, местность Соцгород. Пролегает от бульвара Ярослава Гашека до безымянного проезда от Лохвицкой улицы до Харьковского шоссе.
Соединен пешеходной аллеей с Лохвицкой улицей.

## История
Переулок возник в 50-е годы XX века, назывался Регенераторный переулок . Современное название в честь русского математика М. И. Лобачевского — с 1963 года. Ранее переулок Лобачевского пролегал до Харьковского шоссе, был сокращен в связи с изменением застройки.